# Xaverdi-Sultão
Gocche Sultão Ziadoglu Cajar (em persa: گکچه سلطان زیدقلو قاجار‎‎; romaniz.: Gokcheh Sultan Ziyadoghlu Qajar), melhor conhecido como Xaverdi Sultão (em persa: شاهوردی سلطان; romaniz.: Shahverdi Sultan), foi um líder militar safávida de origem turcomana, que serviu como governador (beilerbei) de Carabaque e Ganja durante o reinado do xá Tamaspe I (r. 1524–1576).

## Vida

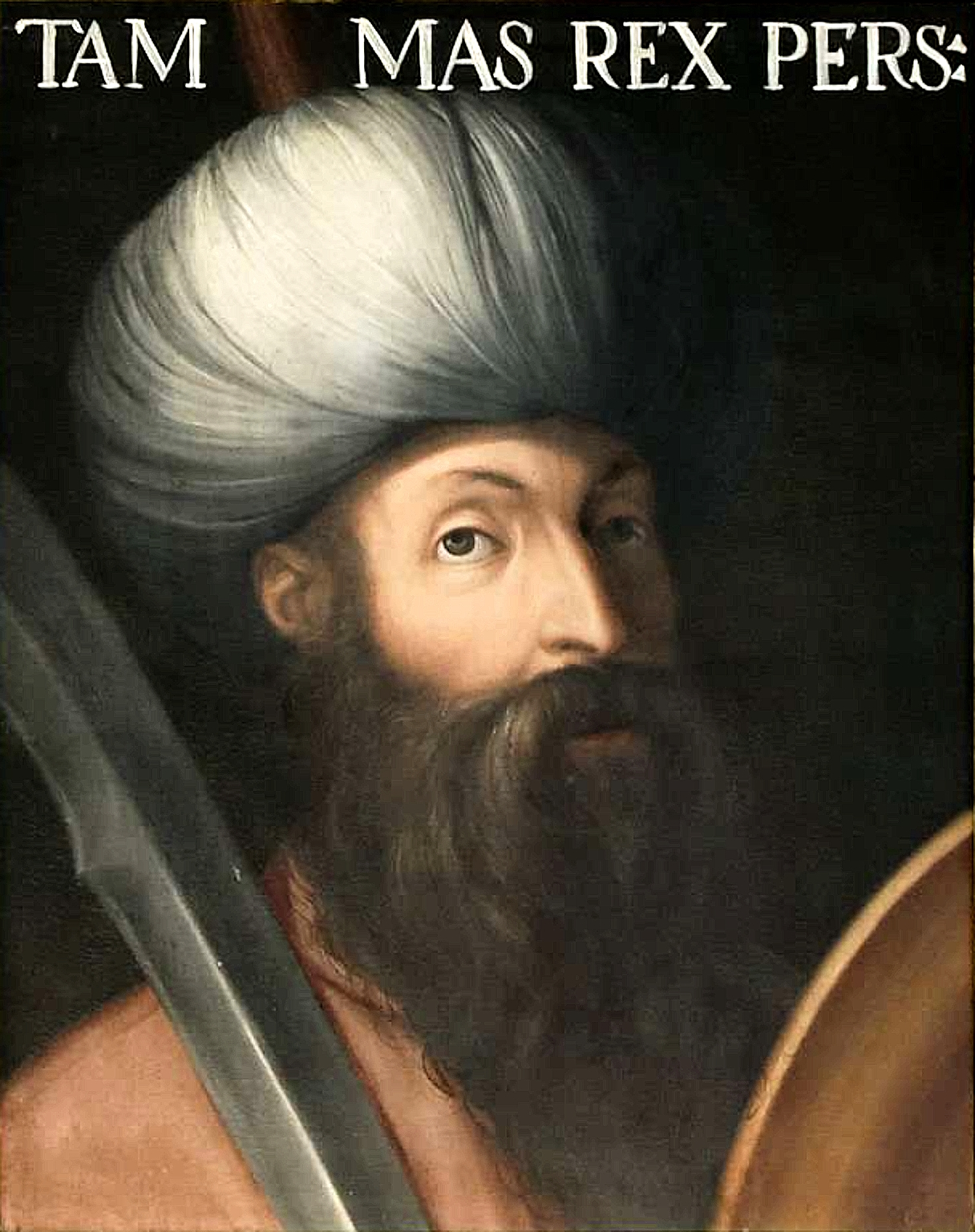
r.

Xaverdi pertenceu aos Ziadoglu, família da tribo cajar, e assim parte do quizilbaches. Sua família originalmente foi enviada para governar Carabaque no sul de Arrã. Em 1547, Xaverdi foi nomeado guardião (lala) do príncipe Ismail Mirza e cogovernador de Xirvão com o último. Xaverdi, junto com o cunhado de Tamaspe I, Abedalá Cã Ustajlu, organizou uma expedição contra Burane Ali, sobrinho do xá e pretendente da coroa de Xirvão. No ano seguinte, durante a Guerra otomano-safávida de 1532–1555, Xaverdi e Ismail, com um exército de 7 000 soldados, saqueou a importante fortaleza otomana de Carse.
Em 1554, Xaverdi foi nomeado governador do Vilaiete de Carabaque e de seu centro administrativo, Ganja, por Tamaspe. Um ano depois, foi enviado por Tamaspe para assegurar os reinos georgianos orientais de Cártlia e Caquécia, que foram reconhecidos como domínios persas pela Paz de Amásia com o Império Otomano. Como chefe de um exército enviado pelo xá em direção a Cártlia, Xaverdi encontrou-se com o rei Luarsabes I e seu filho Simão em Garisi (Tetritscaro), onde uma grande batalha aconteceu. Xaverdi foi morto durante o confronto, com seu exército sendo repelido. Luarsabes, porém, também morreu.
Xaverdi tinha um filho chamado Calil Cã Ziadoglu, cujo filho, Maomé Cã Ziadoglu, também serviu como governador de Ganja.